# Oldfieldia macrocarpa
Oldfieldia macrocarpa là một loài thực vật có hoa trong họ Picrodendraceae. Loài này được J.Léonard mô tả khoa học đầu tiên năm 1956.